# SOPA와 PIPA 반대 시위

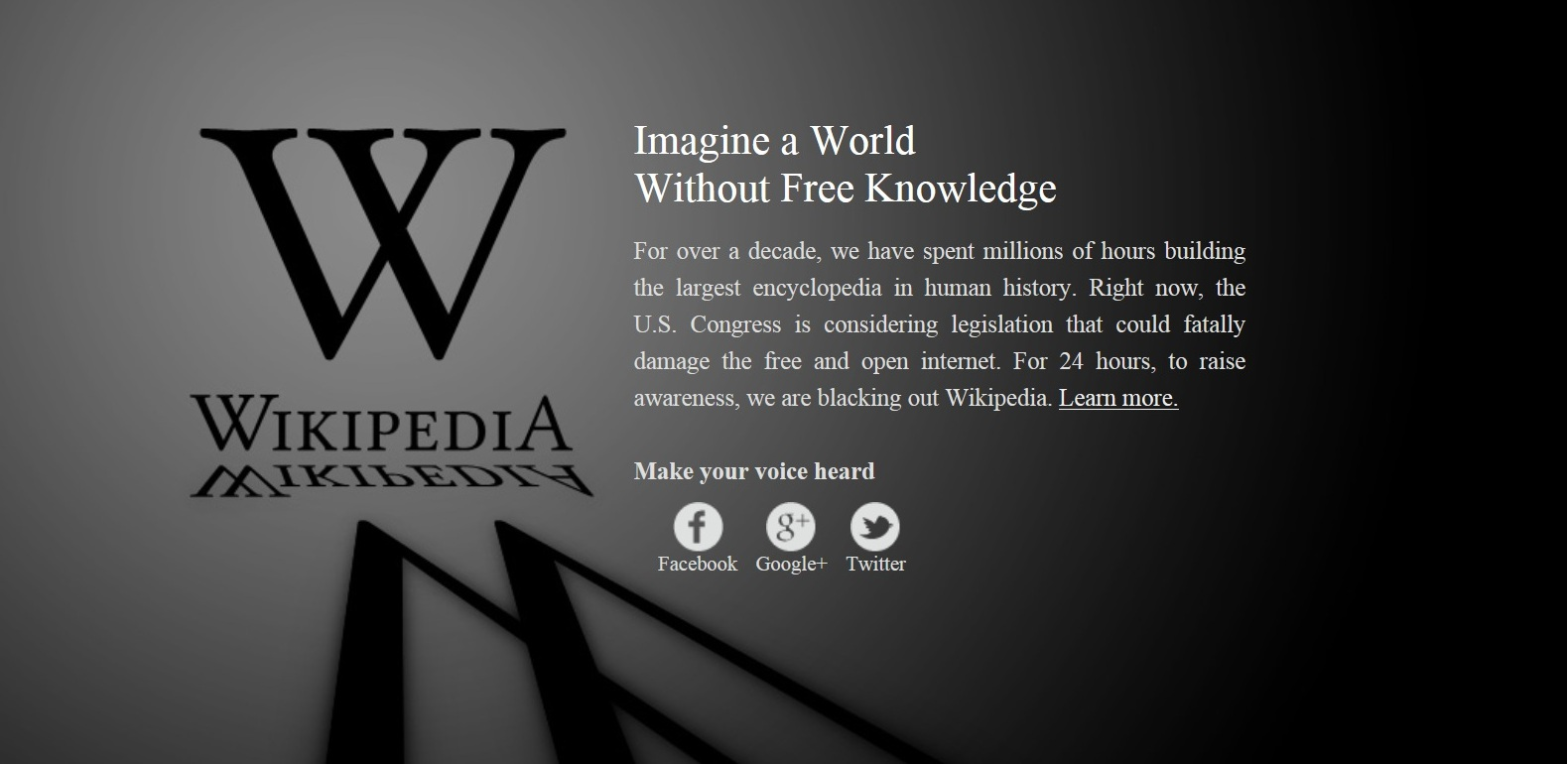
2012년 1월 18일 영어 위키백과 서비스를 일시 중단한 동안 접속한 웹사이트의 스크린샷

SOPA와 PIPA 반대 시위는 미국 의회에서 제정하려는 온라인 저작권 침해 금지 법안(SOPA)과 지식재산권 보호 법안(PIPA)에 반대한 일련의 항의 시위를 말한다. 그 시위 가운데 하나로 위키미디어 재단이 영어 위키백과 서비스를 UTC(협정 세계시)기준으로 2012년 1월 18일 05:00부터 24시간 동안 전 세계적으로 중단한 바 있다. 당시에 영어 위키백과에 접속하면 오른쪽 그림처럼 일반 문서 대신에 미국 의회가 추진하는 PIPA와 SOPA에 반대한다는 내용을 표시하는 검은 문서를 보여주었다. 이 시위 날짜는 미국 하원 법사위원회 청문회 날짜에 맞추어서 정해진 날이었고 구글, 레딧(Reddit) 등 다른 유명 웹사이트도 이날 항의 시위를 했다.

## 배경
2011년 5월 미국의회 상원에서 발의한 지식재산권 보호 법안(PIPA)과 2011년 10월에 미국의회 하원에서 발의한 온라인 저작권 침해 금지 법안(SOPA)은 저작권 소유자가 미국 이외의 곳에서 운영되는 웹사이트에서 발생하는 저작권 침해 행위를 다투는 법적 수단을 규정한다. 두 법안은 이전의 디지털 밀레니엄 저작권법(DMCA)을 강화한 것이다. DMCA는 미국 내의 웹사이트를 감시하는 데 효율적이라고 여겨지지만 미국 이외에 지역에 있는 웹사이트의 저작권 침해에 대해서는 그렇지 못하다.

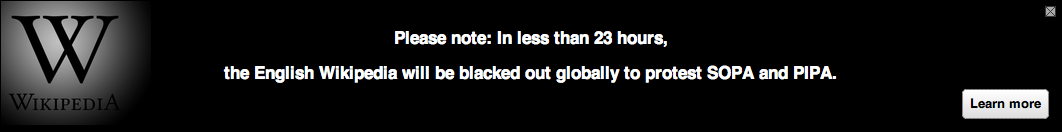
영어 위키백과 서비스를 일시 중단하기까지 남은 시간을 알리는 배너

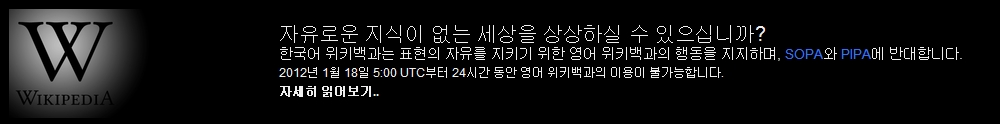
한국어 위키백과의 서비스 중단 찬성 성명이 담긴 배너

두 법안을 지지하는 단체나 기업은 미국영화협회, 미국 음반 산업 협회 및 엔터테인먼트 소프트웨어 협회와 같은 콘텐츠 제작자이며, 미국 밖에 있는 웹사이트에서 벌어지는 저작권 침해로 생기는 수입 손실을 다투기 위해 그런 법안이 필요하다고 했다. 그러나 일부 국회의원과 많은 인터넷 기업과 단체는 두 법안이 너무 포괄적이어서 도메인네임 차단 및 검색엔진 목록에서 제거와 같은 수단은 적법 절차 없이 인터넷을 검열하는 것과 같다고 우려했다. "높은 가능성을 입증하는 것을 회피하기 위한 고의적인 행위"와 같이 불명확하고 포괄적인 용어가 흔히 비판되고 있다.
2011년 12월 미국 하원 법사위원회는 SOPA 법안을 본회의에 상정하기 전 최종적으로 심의하는 단계에 있었다. 이 기간에 많은 웹사이트가 자신들의 사용자에게 법이 제정되면 그들 웹사이트는 폐쇄될 것이라고 말하며 의회에 연락해 법안 처리를 중단할 것을 촉구하라는 배너를 걸기 시작했다. 몇몇 웹사이트가 더 거센 항의의 수단으로 SOPA 법안이 하원 본회의에 상정되기 전에 SOPA와 PIPA 법안에 반대하는 뜻으로 같은 날에 "인터넷 서비스를 일시 중단하자"는 제안을 했다. 사용자가 참여하는 뉴스 공유 웹사이트인 레딧(Reddit)이 2012년 1월 18일 인터넷 서비스 일시 중단을 선언한 첫 번째 주요 웹사이트였고 바로 뒤이어 몇몇 웹사이트가 같은 날 항의를 함께 하기로 했다. 레딧과 같은 날 서비스를 일시 중단한 영어 위키백과에 대해 슈 가드너 위키미디어 재단 사무총장이 다음의 글로 그 배경을 설명했다: 영어 위키백과 SOPA 반대 서비스 일시 중단

## 같이 보기
- 인터넷 활동주의
- 이탈리아어 위키백과
- 환태평양 경제 동반자 협정